# ایستگاه فوناباشی
ایستگاه فوناباشی (به ژاپنی: 船橋駅 Funabashi-eki) یک ایستگاه راه‌آهن واقع در فوناباشی، چیبا ژاپن است که توسط شرکت راه‌آهن شرق ژاپن و یک راه‌آهن خصوصی بنام شرکت راه‌آهن توبو اداره می‌شود.